# Dipterocarpus coriaceus
Dipterocarpus coriaceus är en tvåhjärtbladig växtart som beskrevs av V. Slooten. Dipterocarpus coriaceus ingår i släktet Dipterocarpus och familjen Dipterocarpaceae. Inga underarter finns listade i Catalogue of Life.